# Пыгиш
Пыгиш (дари پگيش) — кишлак на северо-востоке Афганистана, в вилаяте (провинции) Бадахшан. Входит в состав района Вахан.

## Географическое положение
Пыгиш расположен на северо-востоке Бадахшана, в высокогорной местности, на левом берегу реки Пяндж, вблизи места впадения в неё малой реки Пыгиш, на расстоянии приблизительно 146 километров к востоку от города Файзабада, административного центра вилаята. Абсолютная высота — 2763 метра над уровнем моря. Ближайшие населённые пункты — кишлак Ямит (выше по течению Пянджа), кишлак Кашкандио (ниже по течению Пянджа).

## Население
В национальном составе преобладают ваханцы.